# 巴蒂斯塔·乔万尼·瓜里尼
巴蒂斯塔·乔万尼·瓜里尼（英語：Giovanni Battista Guarini，1538年—1612年），文艺复兴时期欧洲诗人。他出生于费拉拉，是效力于埃斯特宫廷的诗人和剧作家，他的田园剧《忠实的牧羊人》（1590年出版）在整个欧洲都有影响，有若干语种译本。

## 扩展阅读
- Alfred Einstein, The Italian Madrigal.  Three volumes.  Princeton, New Jersey, Princeton University Press, 1949.  ISBN 0-691-09112-9